# Sloupsko-šošůvské jeskyně
Sloupsko-šošůvské jeskyně leží v severní části chráněné krajinné oblasti Moravský kras severně od města Brna, nedaleko od okresního města Blansko a na jižním okraji městečka Sloup.
Sloupsko-šošůvské jeskyně jsou rozsáhlým komplexem dómů, chodeb a obrovských podzemních propastí vytvořených ve dvou patrech. Nejznámější Eliščina jeskyně má vynikající akustiku, a proto je příležitostně využívána pro koncerty komorní hudby. Prohlídkové trasy Sloupsko-šošůvských jeskyní jsou spojeny s prohlídkou jeskyně Kůlna, kde byly nalezeny části lebky neandrtálského člověka asi 120 000 let staré. Sloupsko-šošůvské jeskyně jsou také charakteristické křehkou a barevnou krápníkovou výzdobou. Provozovatelem je Správa jeskyní České republiky.
Jeskyně jsou podzemním tokem Sloupského potoka spojeny s největší českou jeskyní – Amatérskou. Spolu s ní pak tvoří jeskynní systém o celkové délce téměř 35 km.

## Sloupské údolí
Před jeskyněmi se nacházejí dva zajímavé přírodní útvary. Prvním z nich jsou tři skalní bloky těsně vedle sebe, které se nazývají Otec, matka a syn, a leží na skále nad parkovištěm. Výraznou dominantu tvoří Hřebenáč, u kterého se propadá do podzemí Sloupský potok. Tento skalní masív vysoký asi 20 m dal pravděpodobně název vsi Sloup. Na jeho vrcholu se mimo kříže nacházela také socha sv. Šimona Stylity.

## Ochrana přírody
Dne 20. prosince 1999 byla vyhlášena v místě jeskyní i v jeho přilehlém okolí stejnojmenná přírodní rezervace. Cílem ochrany je udržení stávajícího charakteru území, ochrana povrchových a podzemních krasových jevů, ochrana zimovišť netopýrů a ochrana unikátních paleontologických nalezišť.

## Historie jeskyní

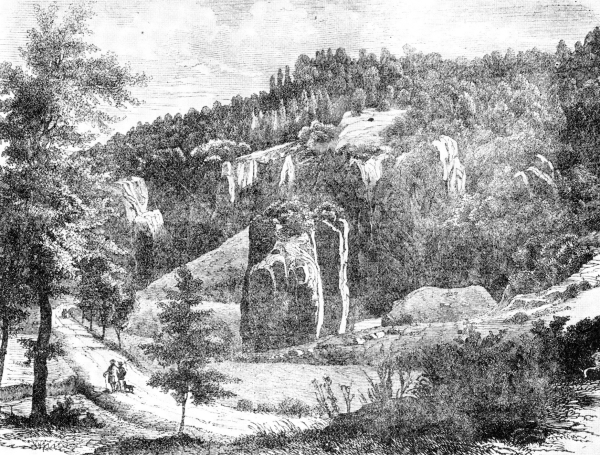
Sloupské skály roku 1857

Prastarou existenci jeskyně potvrdily kosterní nálezy fauny a neandrtálců již ze starší doby kamenné (paleolit). Samotná historie o jeskyních se datuje až do druhé poloviny 17. století.
Podle bájí panoval v jeskynních vzduch způsobující otravu a kdo do nich vstoupí, nepřežije. Neznámo kdy se do jeskyně spustil lichtenštejnský horník. Vrátil se po dlouhé době a vyprávěl po návratu zpátky o velikých rybách plovoucích v hlubokých jezerech, krápníkových palácích, hučivých vodopádech. Ale sotva že to dopověděl, zemřel.
V roce 1669 lékař a fyzikus města Brna Johannes Ferdinand Hertod z Todtenfeldu podal první zmínku o Sloupských jeskyních ve svém spisu „Tartaro mastix Moravie“ (Podzemní bič Moravy). Jeskyni popsal jako „zářivě bílou, plnou krápníků“. Za 79 let po něm, v roce 1748 do jeskyně vstoupil jeho dvorní fyzik a matematik J. A. Nagel. Ten po prohlídce jeskyně a sestupu do spodních pater prohlásil, že jeskynní prostory jsou strašlivé a hrůzyplné. Byl prvním člověkem, který sestoupil do spodních pater v oblasti "Staré skály".  V roce 1856 pokračoval ve výzkumu prostor Dr. Jindřich Wankel.
Jeskyně Eliščina byla objevena v roce 1879 náhodou sloupským horníkem Václavem Sedlákem. Ten kopal kosti pro Dr. Jindřicha Wankela a při kopání se zřítil do neznámých prostor. Veřejnosti byla jeskyně zpřístupněna v roce 1881. Zbývající část Sloupsko-šošůvských jeskyní byla postupně objevena v letech 1889–1915.
Spodními patry jeskyní protéká Sloupský potok, který se propadá do podzemí nedaleko od vchodu do jeskyní. Soustavou neprostupných sifonů podzemní potok vtéká do Sloupského koridoru Amatérské jeskyně – největší české jeskyně a znovu na povrchu se objevuje jako ponorná říčka Punkva na dně propasti Macocha. Na konci roku 2005 se jeskynním potápěčům povedlo proplout mezi těmito jeskyněmi.

## Prohlídka Sloupsko-šošůvských jeskyní

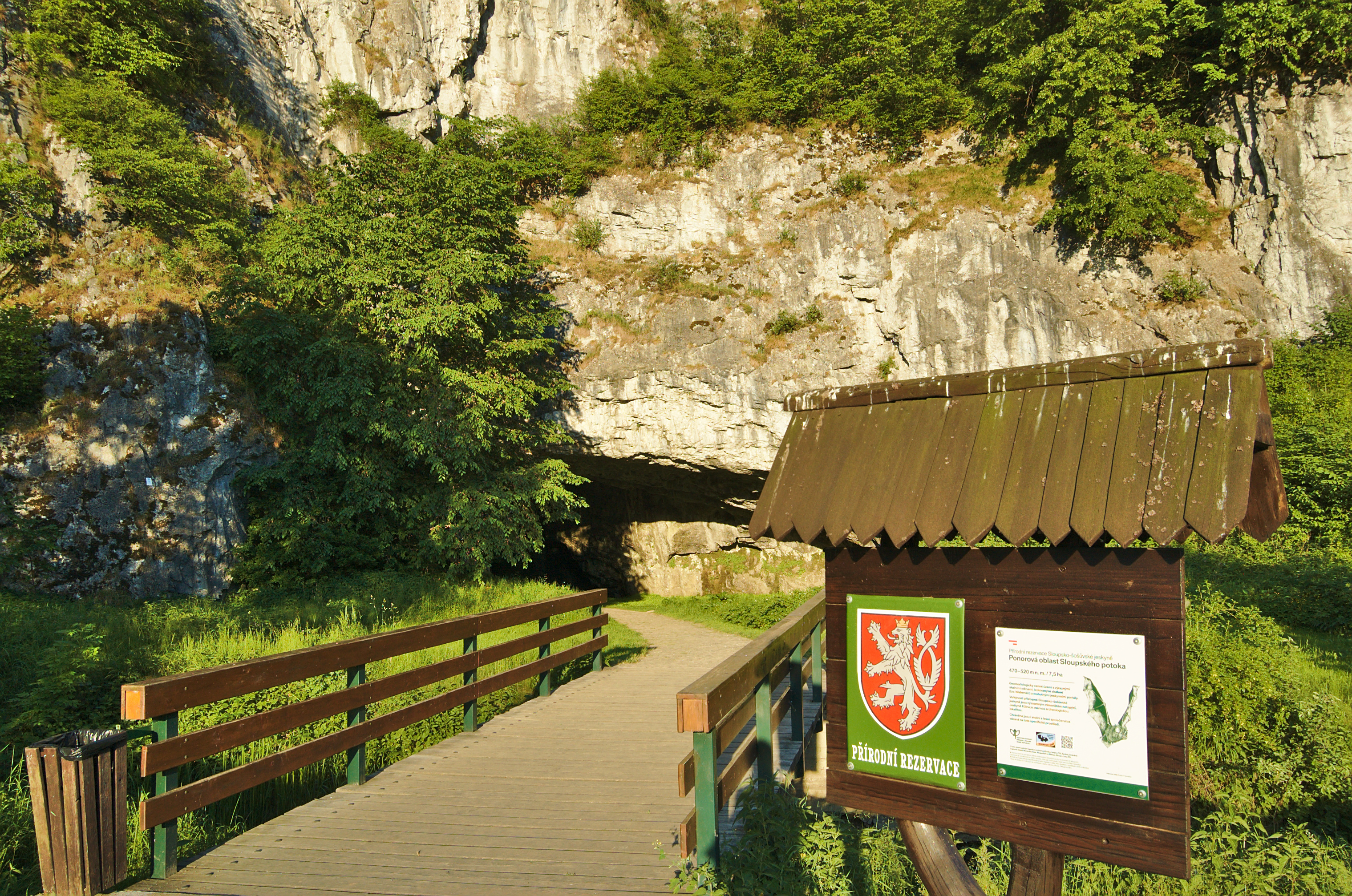
Vstup do Sloupsko-šošůvských jeskyní

Vstupním portálem a chodbou se návštěvník dostane do jeskyně Nicové, jejíž název je odvozen od nickamínkové výzdoby na stěnách. Odtud trasa pokračuje do Eliščiny jeskyně s překrásnou krápníkovou, sintrovou a nickamínkovou výzdobou. Vynikající akustika Eliščiny jeskyně je návštěvníkům předvedena ukázkou reprodukované hudby.
Cesta podzemím vede prokopanou chodbou do nejrozsáhlejší části Sloupsko-šošůvských jeskyní – Starých skal. Staré skály začínají mohutnou Gotickou chodbou, na jejímž konci je 65 metrů hluboká Stupňovitá propast.
Dalším zastavením je Kolmá propast, z níž se vystupuje do prostor objevených prof. Karlem Absolonem v roce 1900. Klenotem těchto partií a celých Sloupsko-šošůvských jeskyní je Nagelova propast. V současně době je zpřístupněna dvěma můstky. Od stropu na hladinu Sloupského potoka ve spodních patrech je hluboká přibližně 90 metrů, ale její půdorysné rozměry ji řadí mezi nejmohutnější podzemní propasti v České republice.
Od Nagelovy propasti vede trasa k Trámové chodbě, která přechází ve 260 metrů dlouhou Stříbrnou chodbu. Ze Stříbrné chodby byla prokopána spojka do prostor Šošůvských jeskyní, které nejsou tak rozměrné jako Sloupské, mají však bohatou a zachovalou krápníkovou výzdobu. Trasa vede přes Brouškovu pohádkovou síň s unikátním stalagmitovým útvarem Svícen do Riegrovy síně. Vyvrcholením prohlídky Šošůvských jeskyní je Černá propast, která ústí k hladině Sloupského potoka v hloubce 70 metrů.

## Odraz v kultuře
V knize Julese Vernea Zelený paprsek vydání z roku 1907 je odkaz na „Sloupské jeskyně s Macechou“.

## Galerie

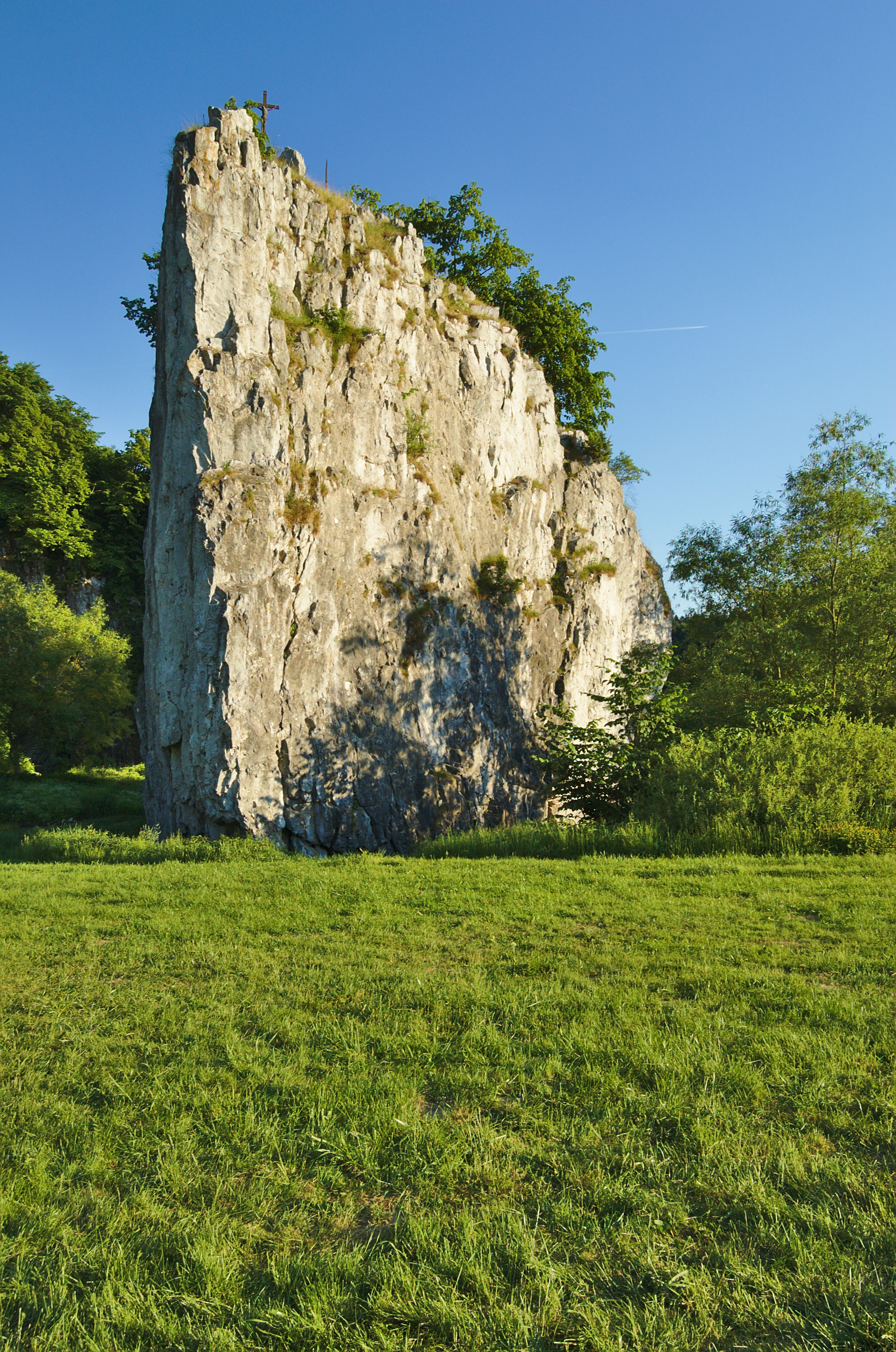
Skalní útvar Hřebenáč
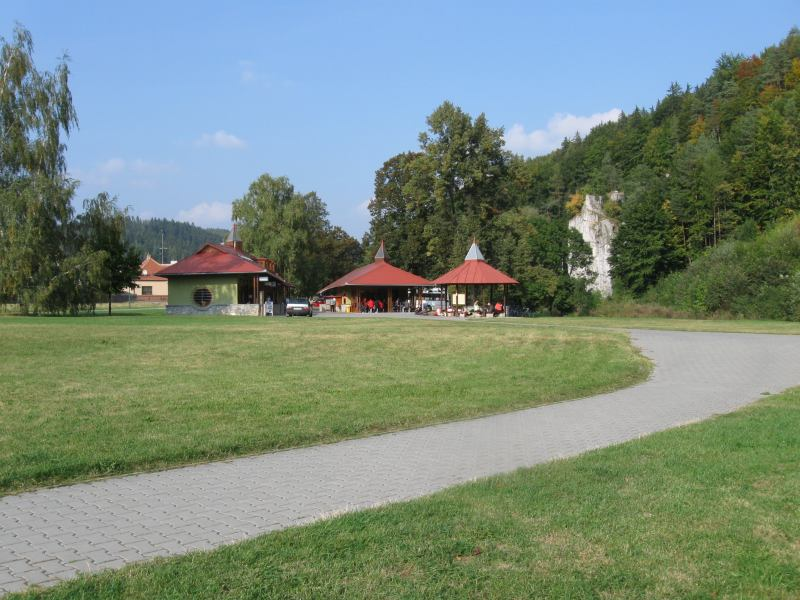
Provozní budovy a občerstvení
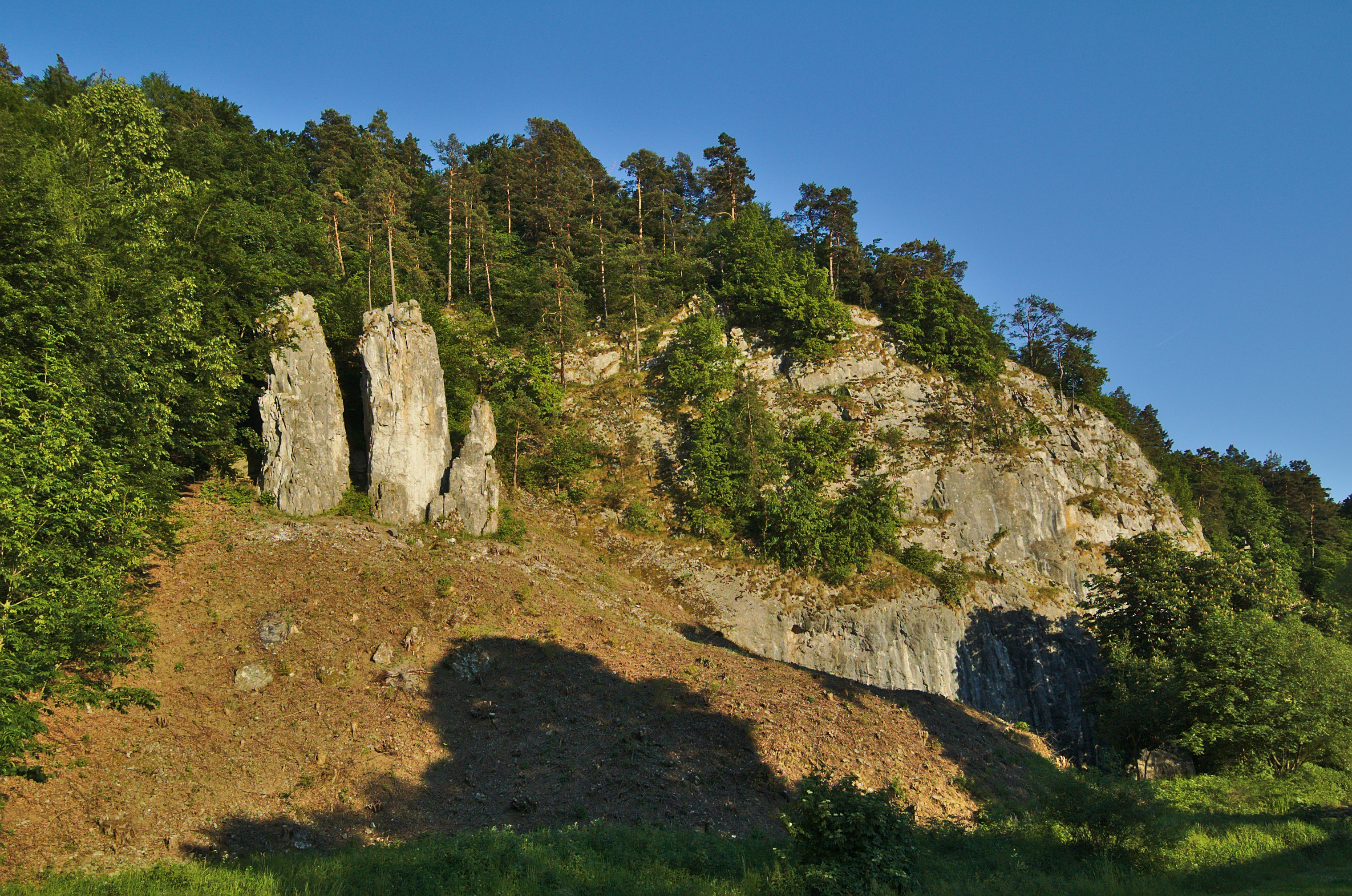
Otec, matka a syn
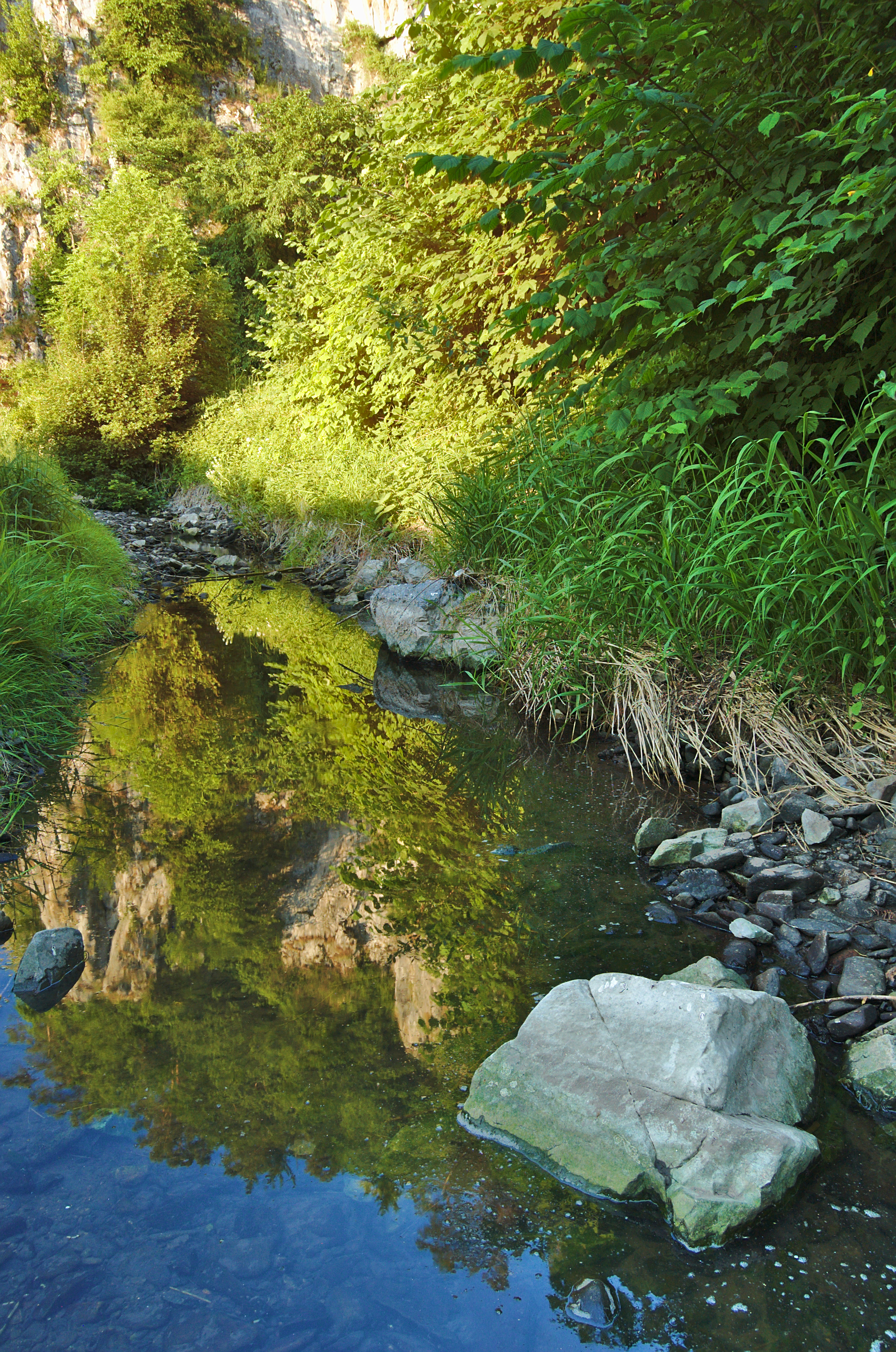
Sloupský potok – v odraze lze vidět skály Otec, matka a syn
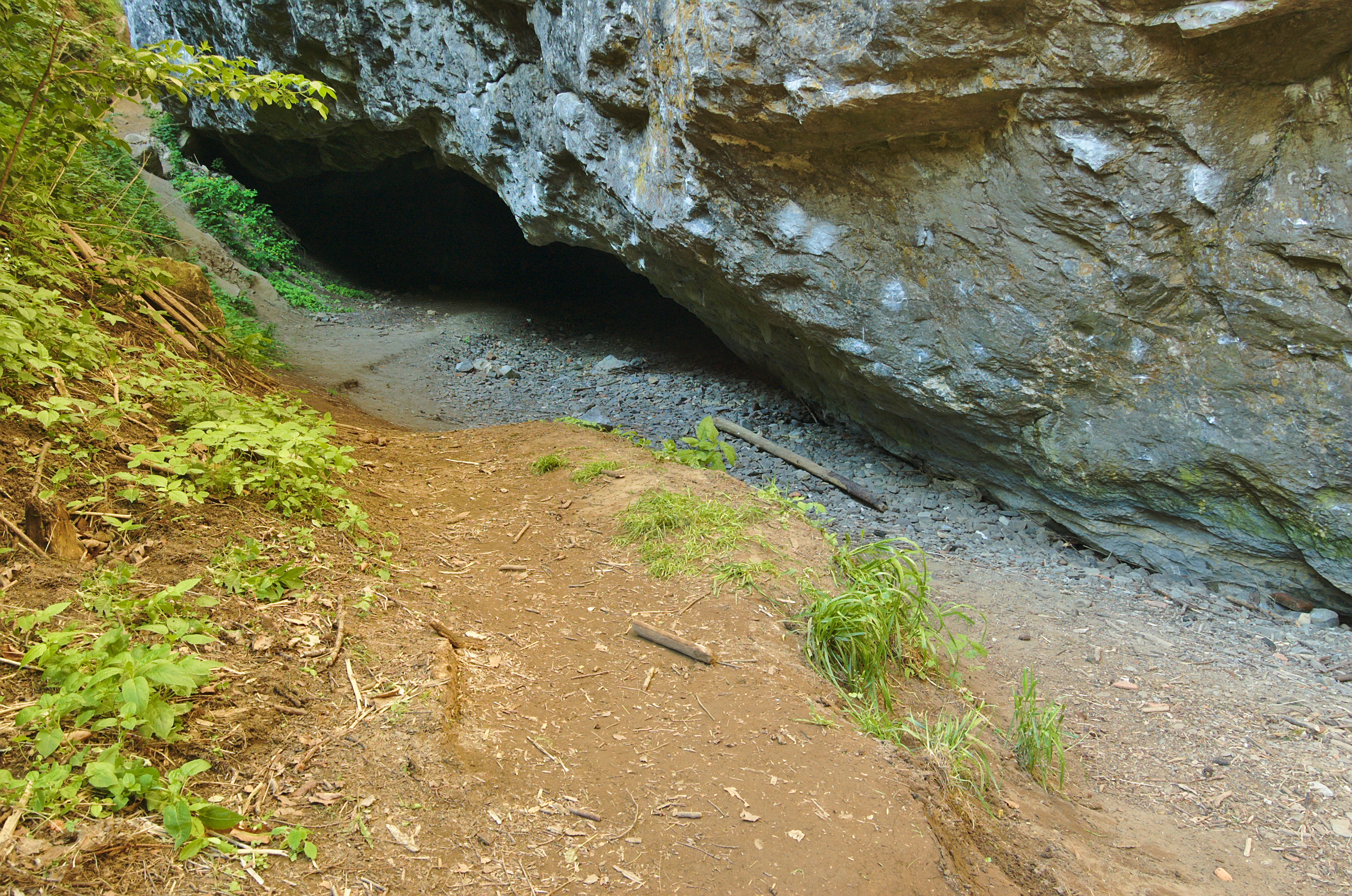
Propadání Sloupského potoka
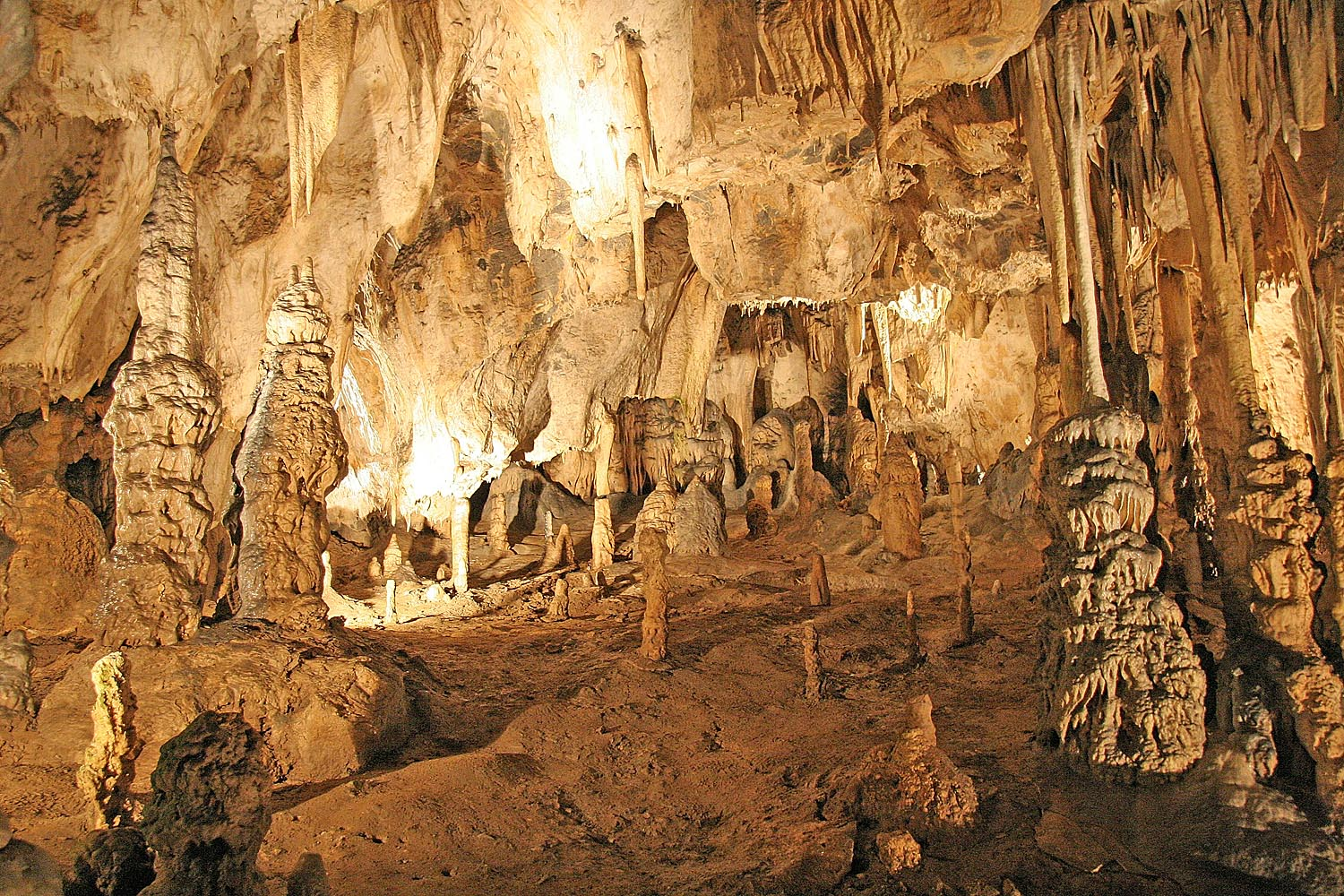
Sloupské jeskyně – Eliščina síň
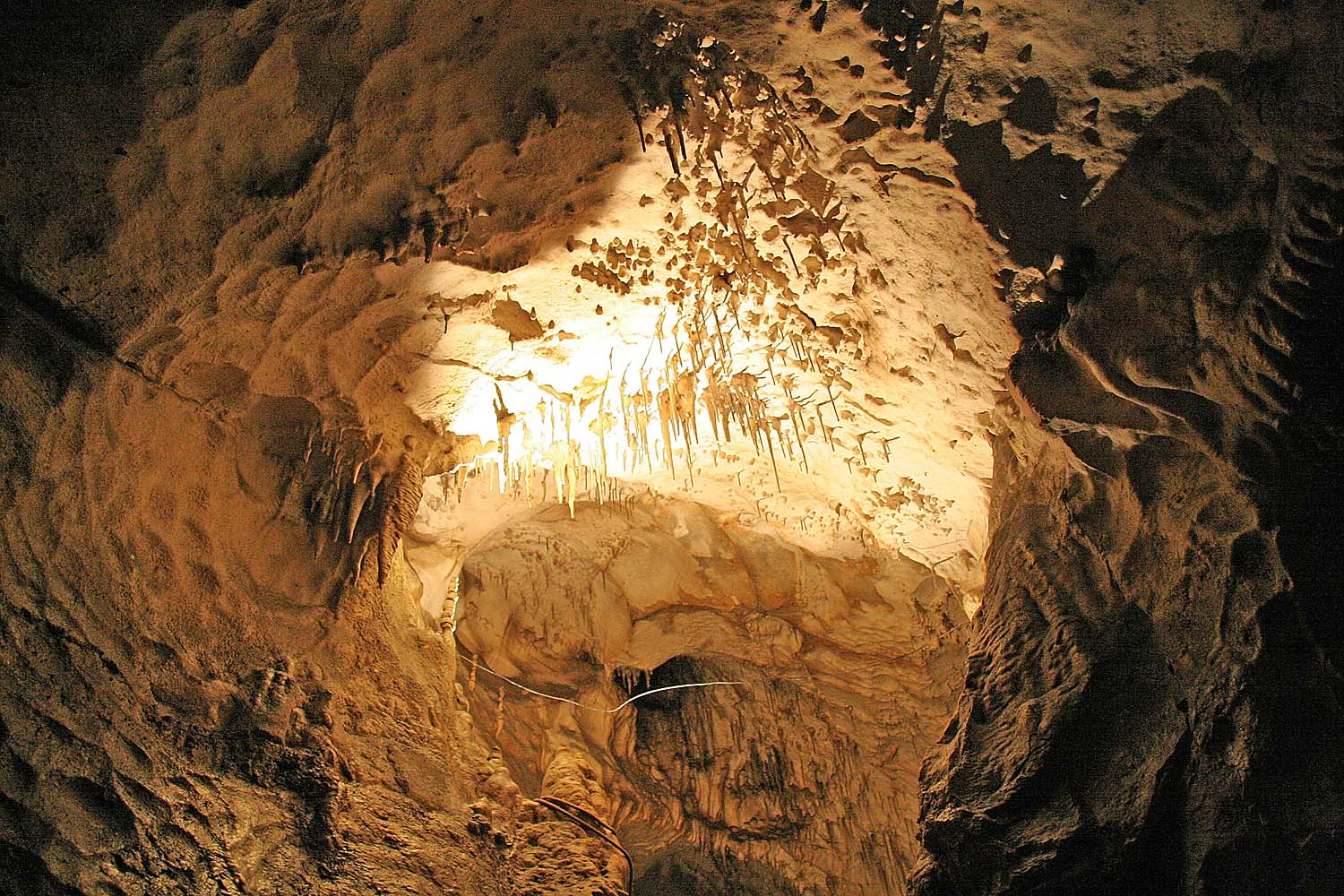
Sloupské jeskyně – Stupňovitá propast
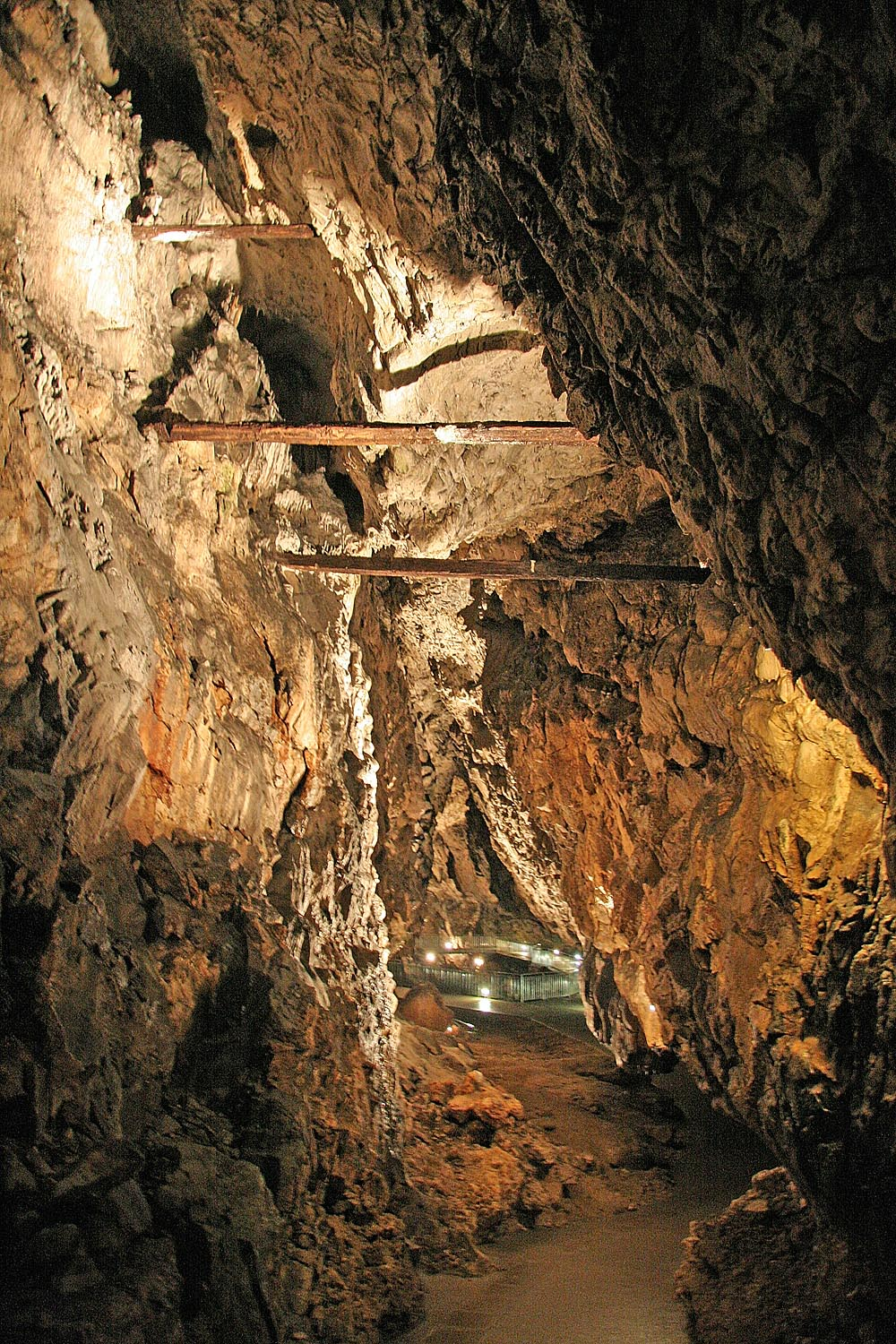
Sloupské jeskyně – Trámová chodba
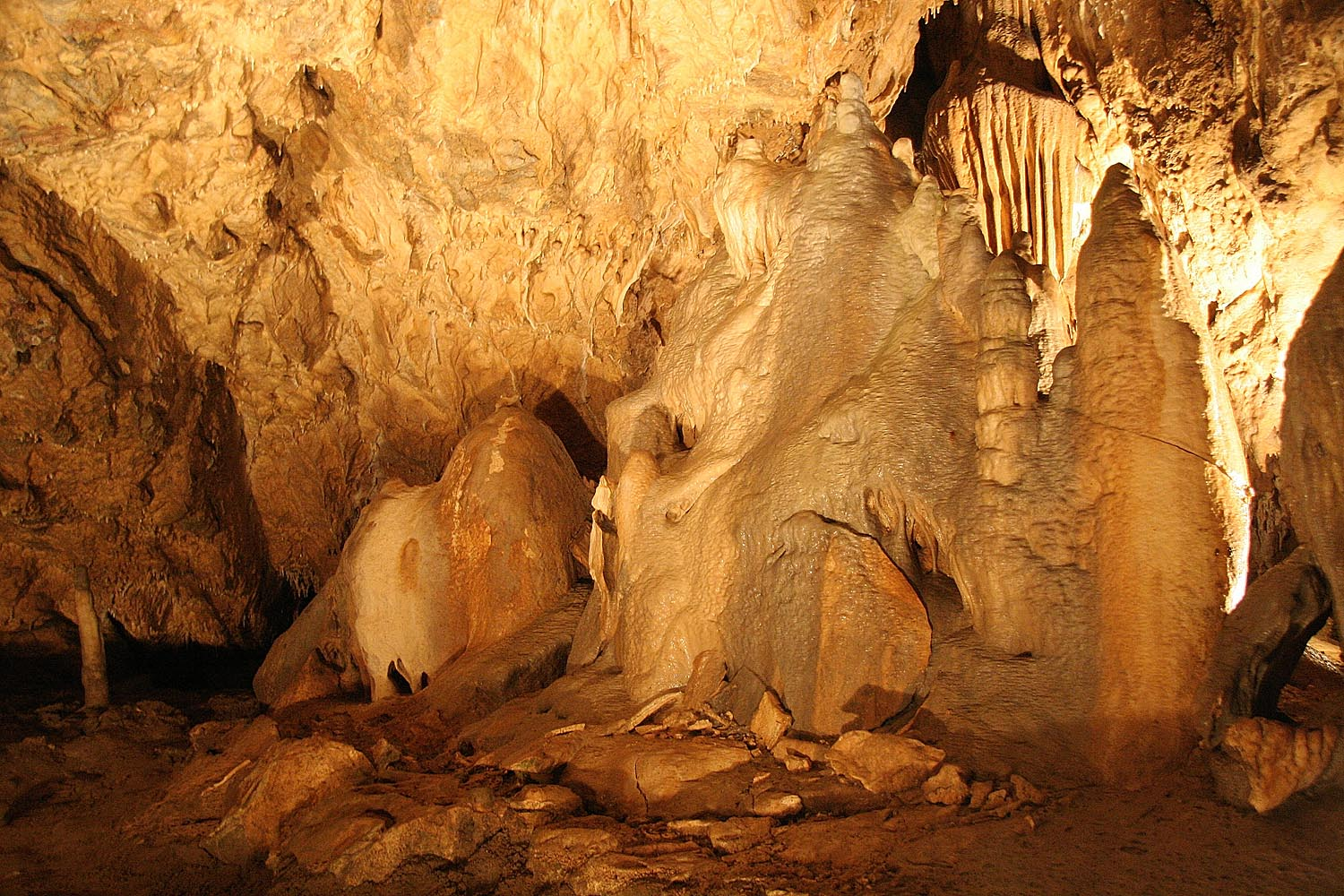
Sošůvské jeskyně – hlava Maxipsa Fíka
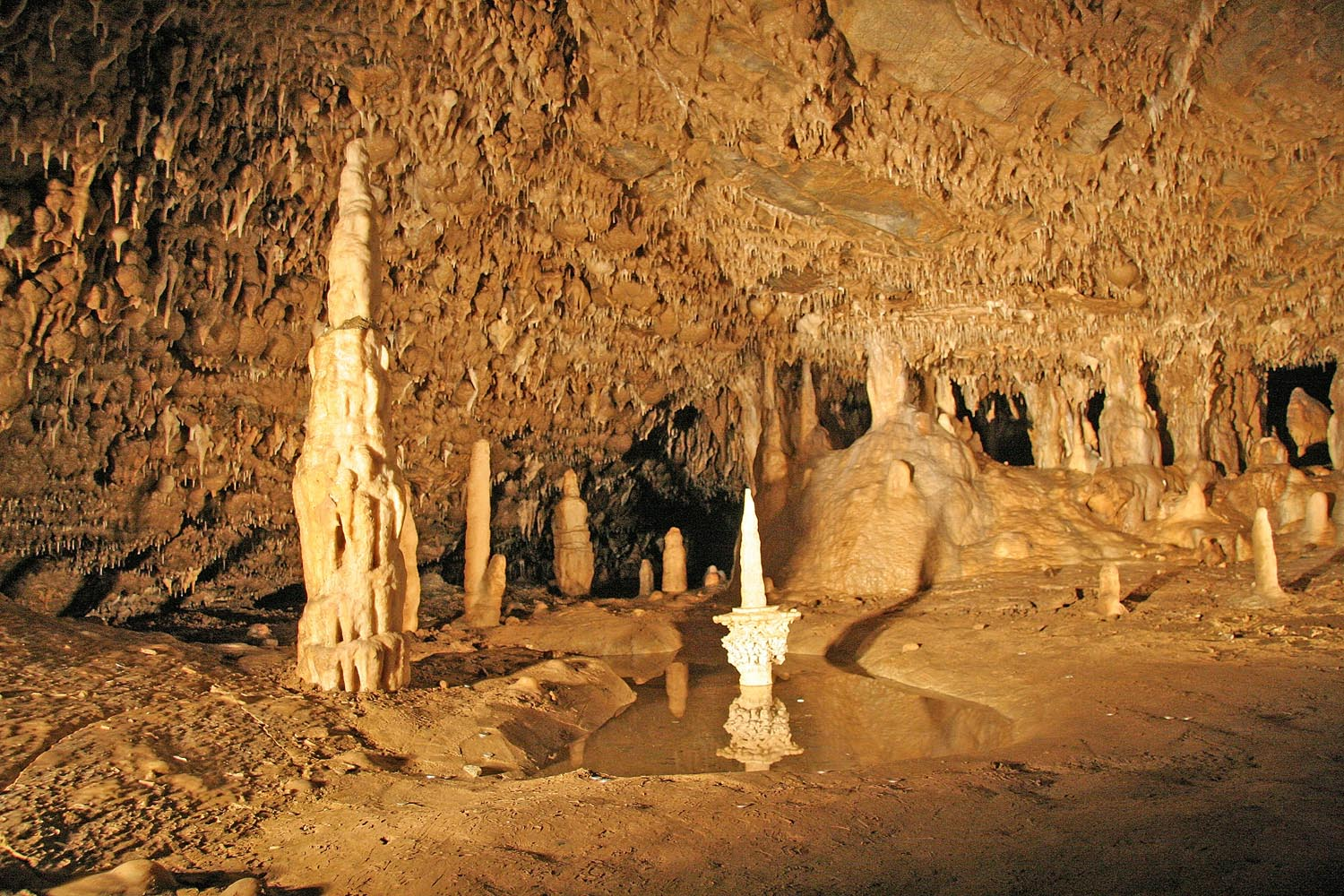
Sošůvské jeskyně – Brouškova pohádková síň se stalagmitem Svícen
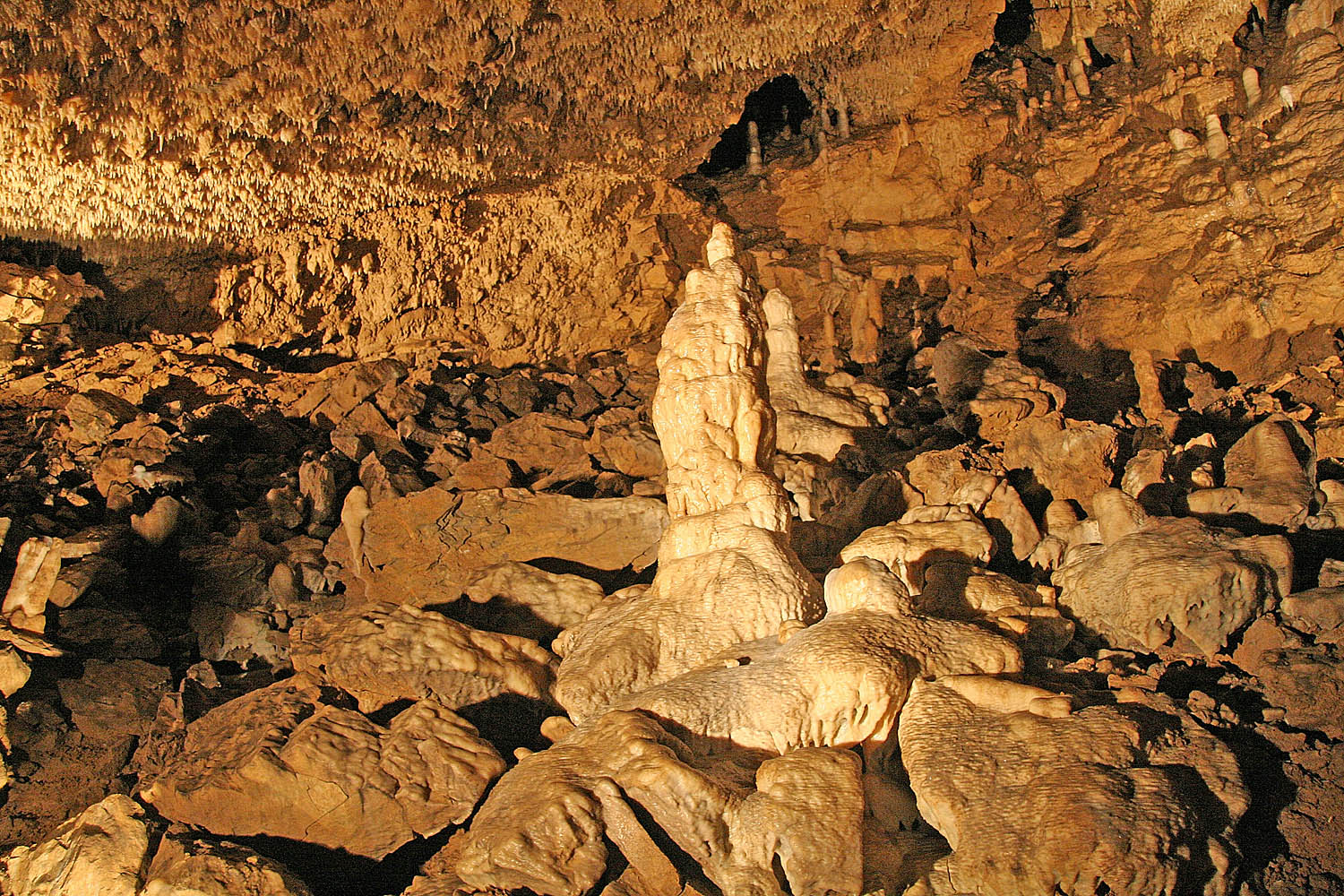
Sošůvské jeskyně – Riegrova síň